# Mappa di Piri Reis

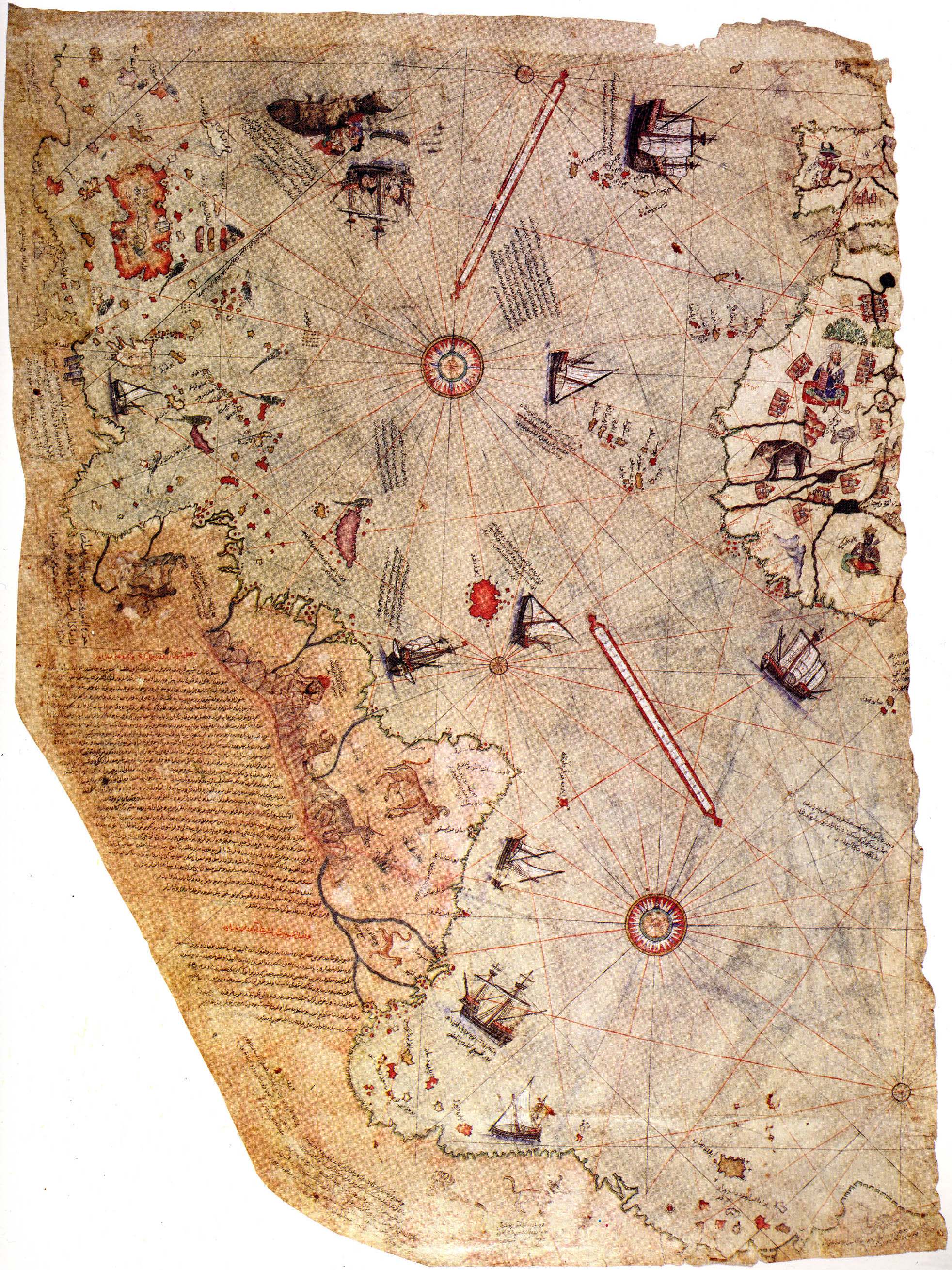
La mappa di Piri Reis (90 x 63 cm).

La mappa di Piri Re'is è un documento cartografico realizzato dall'ammiraglio turco Piri Reìs il 7 aprile 1513.

## Descrizione
La mappa pergamenacea è conservata nella Biblioteca del Palazzo di Topkapı di Istanbul, dove fu rinvenuta nel 1929 durante i lavori di rifacimento per trasformarlo in museo: è una parte di un documento più ampio, di cui rappresenta circa un terzo (o forse la metà) dell'estensione originaria. Rappresenta una porzione dell'Oceano Atlantico oltre alle coste dell'Europa, dell'Africa e del versante orientale dell'America meridionale.
Reca una scritta che dice:
La mappa venne realizzata da Piri Re'ìs per essere offerta al Sultano ottomano Selim nel 1517. Probabilmente, subì alcuni ritocchi minori, successivi al 1519. Essa fu redatta sulla scorta di diverse informazioni, ricavate da carte nautiche precedenti, rendendo il tutto coerente. Oltre a quattro portolani portoghesi, Pīrī Reʾīs si avvalse anche della cosiddetta "mappa di Colombo" (usata cioè dal grande navigatore italiano, come attesta lo stesso Piri Re'is nella scritta autografa sulla sua Mappa), che era stata razziata dopo la cattura di sette navi spagnole al largo di Valencia. Nella nota più lunga, leggibile al centro, Piri Reis racconta molti dettagli sulle esplorazioni di Colombo, definito “grande astronomo” e in particolare afferma che “i litorali e le coste che figurano su questa carta sono presi dalla carta di Colombo”.
Alcuni scrittori hanno avanzato ipotesi alternative per spiegare una loro differente interpretazione, secondo cui alcune linee di costa rappresenterebbero invece l'Antartide con un livello di dettaglio difficilmente raggiungibile nel XVI secolo. Tuttavia altri storici sostengono che non vi sia alcuna correlazione tra la forma del continente antartico attuale (né passato) con le linee indicate sulla mappa.

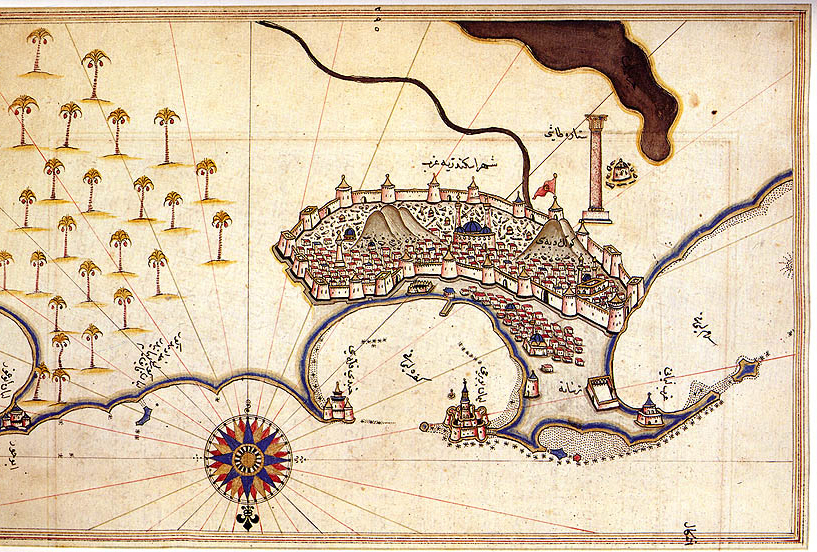
Alessandria d'Egitto

La mappa poi si ispira chiaramente (anche se in maniera imprecisa e distorta) ad altre mappe coeve, come quella di Martin Waldseemüller, e, più probabilmente, a mappe portoghesi che non ci sono pervenute, ma di cui abbiamo alcune descrizioni. In particolare, l'ammiraglio potrebbe essere riuscito a mettere le mani sulle mappe realizzate nella spedizione del capitano portoghese Pedro Álvares Cabral, che nel 1500 raggiunse il Sudamerica partendo dalla Guinea; oppure su quelle realizzate tra il 1501 e il 1504 da Vespucci, quando, al servizio del capitano portoghese Gonzalo Coelho, discese di molto le coste sudamericane, arrivando in Patagonia.
Dopo la scoperta, le numerose note sulla mappa vennero tradotte nel 1935 - per esplicita volontà di Atatürk - da Bay Hasan Fehmi e Yusuf Akcura, per conto della "Società storica turca" (Turk tarihi kurumu). I due curatori allegarono l'integrale trascrizione delle legende della Carta di Piri Re'is (Piri Reis Haritasi), presenti in margine all'originale, in lingua turca moderna, tedesco, francese, inglese e italiano. La Carta è stata nuovamente riprodotta nel 1966, anche in seguito all'approfondito studio di Ayşe Afetinan che, nel 1954, parlò dell'opera nel lavoro The oldest map of America.

### Il riferimento a Colombo
Particolarmente illuminante appare una sua frase, riportata in margine al foglio e redatta in lingua turca ottomana (con caratteri derivati dall'arabo). In un passaggio in cui si parla del continente americano letteralmente si può leggere:
(Piri Reis haritası - Piri Reìs)
Nel contesto delle polemiche storiografiche sull'origine del navigatore, queste scarne righe sono state spesso portate come duplice prova a favore della genovesità, dato che - a parte il riferimento esplicito ai cittadini di Genova, "Cinevizden" - la parola turca usata più volte nella mappa è Qolōnbō, e non Qolōn, come invece sarebbe avvenuto qualora il nome del navigatore "infedele" fosse stato Colón, secondo la grafia e la dizione castigliana. Ciò contribuisce a rafforzare la tesi secondo cui le origini di Cristoforo Colombo fossero genovesi e non spagnole.

### Interpretazioni pseudoarcheologiche
Il frammento della mappa è stato utilizzato in varie pubblicazioni per avanzare l'ipotesi che la conoscenza della geografia mondiale mostrata nella mappa sarebbe stata più approfondita di quella che viene in genere attribuita all'epoca, poiché sembra riprodurre le coste dell'America del Nord, dell'America del Sud e dell'Antartide prima della loro esplorazione.